# Henriettea tovarensis
Henriettea tovarensis är en tvåhjärtbladig växtart som först beskrevs av John Julius Wurdack, och fick sitt nu gällande namn av Penneys, Michelangeli, Judd och Frank Almeda. Henriettea tovarensis ingår i släktet Henriettea och familjen Melastomataceae. Inga underarter finns listade i Catalogue of Life.